# Dicionário do Doceiro Brasileiro
Dicionário do Doceiro Brasileiro é uma compilação de receitas culinárias escritas em 1892 com foco na área da confeitaria de autoria de Antonio José de Souza Rego e organizado por Raul Giovanni da Motta Lody lançado pela Editora Senac São Paulo em 2010.

## Obra
Escrita no século XIX, o livro possui 940 receitas com foco em doces brasileiros e de influência europeia. O antropólogo Raul Lody, faz uma análise na apresentação de como o açúcar influenciou a economia e a sociedade brasileiras, realçando a importância da obra como documento histórico identificador de características sociais brasileiras.